# عبد الرحيم قليلات

عبد الرحيم مصطفى قليلات (1886- 1942 م) كاتب صحفي لبناني، وشاعر وباحث جغرافي، مدير شرطة بيروت والأمن العام، أنشأ مجلة الرائد السودانية سنة 1911.

## ولادته وتحصيله
ولد عبد الرحيم مصطفى قليلات في مزرعة بيروت، يوم 18 جُمادى الآخرة 1303هـ الموافق 23 مارس (آذار) 1886م، حيث نشأ أسلافه وقد تربى في بيت ميسور الحال، ممَّا ساعده على التفرُّغ لهوايته القراءة والمطالعة، ونظم الشعر. وقد درس حتى مراحل متقدِّمة وتخرَّج في الكلية السلطانية عام 1901، ثم درس اللغة الإنجليزية بالكلية السورية الإنجيلية في بيروت، الجامعة الأميركية لاحقًا.
وقد جذبته المطالعة لمعرفة أفكار الشعوب الأُخرى، فقد قام برحلته البحرية الأولى إلى مصر، ليلتحقَ بالأزهر الشريف، وتخرَّج في علوم الفقه الشرعي، وتعلَّم الفرنسية والألمانية.
صُنِّف أديبًا وشاعرًا، وباحثًا جغرافيًّا، إضافة إلى براعته في التجارة.

## أعماله ونشاطاته
استهوته مصر بتراثها وتاريخها العريق، فتنقَّل بين مدنها باحثًا عن الآثار القديمة، فعرض عليه الإمام محمد عبده التدريس في مدرسة الخديوي المصرية سنة 1902، ثم انتقل لمدرسة الفرقان، فصلاح الدين. وفي سنة 1905 زار بعض الدول الإفريقية، وصولًا إلى السودان، حيث التحقَ بالخدمة العسكرية في مديرية المِلاحة السودانية، ثم تعاقد مع تكتل الأمَّة السياسي، الرائد هناك، وأنشأ مجلة ‹الرائد› السوداني سنة 1911، ولكنَّ مشروعه الطموح هذا لم يدُم طويلًا، بسبب انتهاجه سياسة مناهضة للاحتلال الأوربي عمومًا، والبريطاني خصوصًا، مما أزعج السلطة الإنجليزية هناك. وبعد إنذارات وُجهت إليه لم يكترث بها، ألقت القوات البريطانية القبضَ عليه، وحاكمته محاكمةً غير عادلة، أُبعد على إثرها من الخرطوم إلى بيروت سنة 1913، بعد أن أُغلقت مجلته.
بعد نشوب الحرب العالمية الأولى 1914، التحقَ بالخدمة العسكرية، وانتقل إلى طرابلس الغرب الليبية، ضمن الجيش العثماني، ولكنَّه وقع بالأسر سنة 1915، ونُقل إلى معتقل طبرق حتى سنة 1919، ثم انتقل إلى الإسكندرية ومنها إلى بلاده. وبعد وصول السفينة المصرية نور إلى ميناء بيروت سنة 1920، ترجَّل قليلات منها، لتنهالَ عليه عروض المناصب الإدارية الرسمية، فتولى رئاسة مفتشي بلدية بيروت، مدَّة سنتين، ثم تسلَّم مديرية الشرطة والأمن العام، وبدأ يتصرَّف باستقلالية تامَّة عن المندوب السامي الفرنسي، الذي أجبره فيما بعد على الاستقالة من منصبه، بسبب سياسته المناهضة للاحتلال الفرنسي سنة 1929.
انتقل إلى منصبه الجديد مراقبًا للشركات ذات الامتيازات حتى سنة 1932، ثم توجَّه للعمل التجاري الحر، وفي عمله الجديد تعرَّف شركة تجارية لتبادل السلع، والخِدْمات بين إفريقيا وآسيا يديرها بعضُ رجال الأعمال اليابانيون، فانتقل إلى اليابان وأقام فيها سبع سنوات، تعلَّم فيها اللغة اليابانية، ونقل بها تراث الشرق وثقافته وآدابه، إلى الثقافة الآسيوية عمومًا، في حين عاش في كيرلا الهندية مدَّة ستة أشهر، وفي سيلان أربعة أشهر، وفي إندونيسيا سنة، وصنَّف بعض النصوص والكتب باللغة اليابانية، تناولت الشعر والتاريخ العربي.
وسافر إلى أمريكا الشمالية، وخطبَ في الرابطة القلمية في نيويورك، وألقى محاضرات في واشنطن، والبرازيل، والأرجنتين، وفنزويلا يحرِّض فيها على الاحتلال الأوربي لدول الشرق. وتميَّز عبد الرحيم قليلات بنزعته الاستقلالية، وكراهيته للاحتلال، ودعوته الدائمة إلى الوحدة الوطنية، ويظهر ذلك بقصائده، وشعره المتوارث، إضافة إلى تفكيره الفلسفي في الإنسان وكيفية نشأته وتربيته الحسنة على الفِطرة والأخلاق، ومبادئ القيم الإنسانية السامية، في مراحل الحياة وبدايتها.

## آثاره
له عدَّة دواوين شعرية منها:
1. (الهيام).
2. (باقة ورد إلى الشبيبة الإسلامية).
3. (ذكرى الأستاذ عبد الباسط فتح الله).

## وفاته
توفي عبد الرحيم مصطفى قليلات سنة 1942 م.